# Трајан (Олт)
Трајан (рум. Traian) насеље је и општина у Румунији у жупанији Олт. Oпштина се налази на надморској висини од 79 m.

## Становништво
Према подацима из 2002. године у насељу је живело 3480 становника, од којих су сви румунске националности.

### Хронологија
| Година       | 1992 | 1993 | 1994 | 1995 | 1996 | 1997 | 1998 | 1999 | 2000 | 2001 | 2002 | 2003 | 2004 | 2005 | 2006 | 2007 | 2008 | 2009 | 2010 | 2011 | 2012 | 2013 | 2014 | 2015 | 2016 | 2017 |
| ------------ | ---- | ---- | ---- | ---- | ---- | ---- | ---- | ---- | ---- | ---- | ---- | ---- | ---- | ---- | ---- | ---- | ---- | ---- | ---- | ---- | ---- | ---- | ---- | ---- | ---- | ---- |
| Становништво | 3711 | 3675 | 3669 | 3667 | 3635 | 3608 | 3565 | 3558 | 3575 | 3574 | 3534 | 3501 | 3468 | 3421 | 3373 | 3336 | 3301 | 3293 | 3261 | 3240 | 3197 | 3160 | 3123 | 3099 | 3078 | 3054 |